# Celica (Ekwador)
Celica – miasto w południowym Ekwadorze, w prowincji Loja. Stolica kantonu Celica.
Przez miejscowość przebiega droga krajowa E68.